# Tatiana Korșunova
Tatiana Korșunova (n. 6 martie 1956, Ramenskoe, RSFS Rusă, URSS) este o canoistă ce a reprezentat Uniunea Republicilor Sovietice Socialiste, medaliată olimpică. A participat la o ediție a Jocurilor Olimpice (1976) în care a câștigat o medalie de argint.

## Participări
Lista de mai jos prezintă principalele competiții la care a participat Tatiana Korșunova de-a lungul carierei.
- canoeing at the 1976 Summer Olympics – women's K-1 500 metres[*]